# Aspilota thurnensis
Aspilota thurnensis är en stekelart som beskrevs av Fischer 1977. Aspilota thurnensis ingår i släktet Aspilota och familjen bracksteklar. Inga underarter finns listade.